# Daczna (obwód chmielnicki)
Daczna (ukr. Дачна) – przystanek kolejowy w pobliżu miejscowości Paszkiwci, w rejonie chmielnickim, w obwodzie chmielnickim, na Ukrainie. Położony jest na linii Szepetówka – Starokonstantynów.